# Sittenpolizei
Die Sittenpolizei oder das Sittendezernat (umgangssprachlich mit Sitte abgekürzt) waren in Deutschland bis in die 1970er Jahre Polizei-Behörden, die auf die Beförderung der allgemeinen Sittlichkeit gerichtet waren. Es handelte sich um Abteilungen der Sicherheitspolizei. Insbesondere befassten sie sich mit Sexualstraftaten („Sittlichkeitsdelikten“, „Sittlichkeitsverbrechen“).
In einigen islamischen Ländern gab bzw. gibt es ähnliche Institutionen.

## Deutschland

### Aufgaben
Im Handbuch für preußische Landräthe in ihrem amtlichen Wirkungskreise ingleichem für Kreisdeputirte, Gutsherrn, Kreisphysiker, Bürgermeister und Dorfschulzen von Johann Daniel Friedrich Rumpf (1835) heißt es: „Die Hauptaufgabe der Sittenpolizei bleibt aber: das öffentliche Leben zu veredlen und aus demselben das Unsittliche so viel als möglich, jedoch immer nur negativ, zu entfernen“.
Meyers Großes Konversations-Lexikon von 1909 beschreibt: „[D]ie Sittenpolizei soll gewissen äußern Anreizungen zur Unsittlichkeit entgegenwirken. Dahin gehört das Einschreiten gegen die Prostitution […], gegen Konkubinate, die ein öffentliches Ärgernis geben, und gegen den Vertrieb unsittlicher Schriften und Bildwerke […]. Ferner bilden die Überwachung der Gast- und Schankwirtschaften, die Handhabung der Polizeistunde, die Kontrolle der öffentlichen Tanzbelustigungen und der sonstigen Lustbarkeiten sowie die Maßregeln gegen Trunksucht den Gegenstand der Sittenpolizei. […] Auch die polizeiliche Überwachung der Glücksspiele ist dazu zu rechnen, ferner die Aufrechterhaltung der religiösen Ordnung und das Vorgehen gegen die Entheiligung des Feiertags. Endlich gehört auch die Anordnung der Fürsorgeerziehung Minderjähriger in das Gebiet der Sittenpolizei.“

### Gesellschaftlicher Wandel
Infolge der gesellschaftlichen Änderungen wird der Begriff Sittenpolizei nicht mehr verwendet. Die Verfolgung von Sexualstraftaten ist auch heute Aufgabe der Kriminalpolizei.

## Islamisch geprägte Länder
In einigen islamischen Ländern und Regionen gibt es mit der Hisba bzw. der Islamischen Religionspolizei Institutionen bzw. Organisationen, die ähnliche Aufgaben übernehmen wie die Sittenpolizei. Ihre Aufgabe ist das Gebieten des Rechten und Verbieten des Verwerflichen und die Durchsetzung der Scharia. Die Tötung der Mahsa Amini im September 2022 durch die iranische Sittenpolizei Gascht-e erschad löste landesweite Proteste aus.

## Dokumentarfilme
- zdf.de: Wie Staat und Polizei über die Moral wachten  Folgen 1 und 2 (je 44 min).
  - Von Weimar bis zur Nachkriegszeit.
  - Von der sexuellen Revolution bis zu den bunten 1980ern (2023).